# بخش ایندور
بخش ایندور (به انگلیسی: Indore district) یک منطقهٔ مسکونی در هند است که در Indore division واقع شده‌است. بخش ایندور ۳٬۹۸۹ کیلومتر مربع مساحت و ۳٬۲۷۶٬۶۹۷ نفر جمعیت دارد.